# Очаківська ВЕС
Очаківська ВЕС — вітроелектростанція біля села Дмитрівка, Миколаївської області. Встановлена потужність електростанції — 5 МВт. Очаківська ВЕС керується компанією «Вітряний парк Причорноморський», яка діє в рамках інвестиційного проекту ТОВ «Вітряні парки України». Середньорічна генерація становить близько 17 млн кВт·год електроенергії щорічно.

## Історія
Будівництво Очаківської вітроелектростанції стартувало 25 травня 2016 року. До кінця 2016 року було запущено 2 агрегати Fuhrlander FL 2500—100 загальною потужністю 5 МВт. Планується добудова ще однієї вітрогенераторної турбіни Fuhrlander FL 2500—120 потужністю 3 МВт.

## Розташування
Очаківська ВЕС знаходиться на північному узбережжі Чорного моря, в районі Дніпровсько-Бузького лиману, на відмітках місцевості 41,0—45,5 м над рівнем моря. Очаківське узбережжя являє собою високий мис, оточений з трьох боків водою: з південного сходу — Дніпро-Бузьким лиманом, з північного заходу — Березанською затокою. Наявність водного середовища мало велике значення при виборі місця ВЕС, бо призводить до посилення швидкостей вітру до більш високих його значень навіть на віддаленні 5—10 км від берега.